# Tacheocampylaea romagnolii
Tacheocampylaea romagnolii is een slakkensoort uit de familie van de Helicidae. De wetenschappelijke naam van de soort is voor het eerst geldig gepubliceerd in 1867 door Dutailly.